# Johann Baptist Enderle
Pour les articles homonymes, voir Enderle.

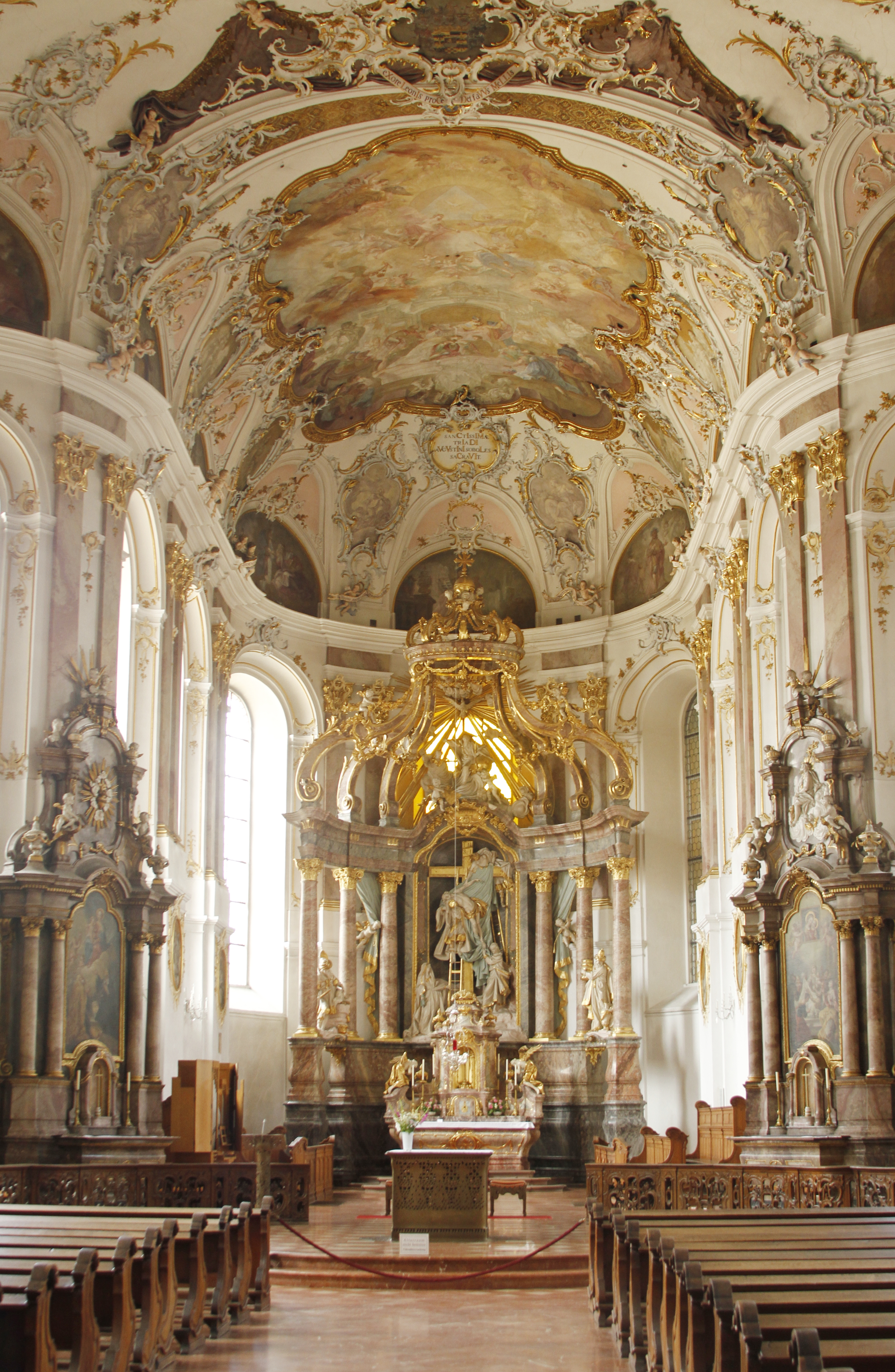
Intérieur de l'église des Augustins à Mayence

Johann Baptist Enderle, né le 15 juin 1725 à Söflingen, aujourd'hui faisant partie d'Ulm, et mort le 15 février 1798 à Donauworth, est un peintre baroque bavarois.

## Biographie
Époux de la veuve du peintre Johann Reismiller, Enderle réussit ainsi à acquérir les droits de bourgeoisie de Donauworth en 1755. Il épouse en secondes noces en 1796 Ursula Schiffelhoz, originaire de Wörnitzstein qui fait aujourd'hui partie de Donauworth. Il meurt deux ans plus tard dans cette même ville.

## Œuvre
Enderle se fait connaître pour ses représentations de la Nativité et ses peintures de genre. C'est avant tout un peintre de l'ère rococo qui manie avec virtuosité l'art de la fresque, aux couleurs claires, dont il décore les églises d'Allemagne méridionale. Il est reconnu à son époque comme un maître dans ce domaine.
On peut retenir le décor intérieur aux anges de l'église Saint-Magnus d'Unterrammingen, près de Mindelheim, en Souabe, l'Adoration des mages à Oberrammingen toujours en Bavière, la Visitation de Marie à Élisabeth, la Fuite en Égypte, toujours à Oberrammingen, ainsi que le Retour d'Égypte à l'église de Tous-les-Saints de Jettingen-Scheppach, en Souabe. Enderle explore le thème de la Sainte Famille, peint Joseph, l'Enfant-Jésus apprenant à lire, Jésus retrouvé au Temple, thème que l'on retrouve dans cette même église de Tous-les-Saints.
Johann Baptist Enderle décore l'intérieur de l'église Saint-Ignace de Mayence entre 1773 et 1776. Les plafonds et les murs sont recouverts de scènes de la vie de saint Ignace d'Antioche, le saint patron de l'église. Il peint aussi l'église Saint-Augustin de Mayence et parmi ses derniers travaux, l'on peut compter les fresques des plafonds de l'église de l'ancien couvent augustin de Lauingen en Bavière.
Le tableau d'autel (1757) de la chapelle Saint-Antoine de l'église conventuelle franciscaine d'Hechingen, dans le Bade-Wurtemberg, est un chef-d'œuvre baroque, ainsi que les fresques de l'église du couvent augustin d'Oberndorf-sur-le-Neckar.
Les fresques de l'église Saints-Pierre-et-Paul dans le village de Hochheim-sur-le-Main ont été restaurées en 2005.

## Sources
- (de) Cet article est partiellement ou en totalité issu de l’article de Wikipédia en allemand intitulé « Johann Baptist Enderle » (voir la liste des auteurs).